# Barbara (Schiff, 1926)
Die Barbara war ein Frachtschiff und das zweite Schiff, das mit Flettner-Rotoren ausgerüstet wurde. Es wurde am 28. Juli 1926 bei der Actien-Gesellschaft Weser in Bremen für die Reederei Rob. M. Sloman in Hamburg fertiggestellt. Das Schiff war mit 2077 BRT vermessen.

## Geschichte
Im Auftrag der Reichsmarine wurde das Frachtschiff mit drei Flettner-Rotoren als Zusatzantrieb ausgerüstet. Die Barbara wurde während der Erprobungen von der Reederei im Mittelmeerdienst eingesetzt. Durch die Erprobungen fanden Kapitän zur See Walter Lohmann (später bekannt geworden durch die Lohmann-Affäre), und der Inspektor der Reederei, Bruno Richter, heraus, dass die Rotoren bei Windgeschwindigkeiten um 5 Beaufort einen Leistungszuwachs von etwa 440 kW erzeugten. Versuchsfahrten bei Windstärke 4 bis 6 ergaben bei voll laufenden Motoren eine Geschwindigkeit von bis zu 13 Knoten. Bei einem laufenden Motor und Rotoren wurde eine Geschwindigkeit von 9,5 bis 10 Knoten erreicht. Bei reinem Rotorantrieb wurden immer noch 6 Knoten gemessen. Die Rotoren wurden während 30 bis 40 % der Reisedauer benutzt und dabei wurde eine durchschnittliche Geschwindigkeitserhöhung von 2 bis 3 Knoten festgestellt. Die Rotoren hielten während der Erprobung Schlechtwetter mit 10 bis 12 Beaufort stand und gaben auch während des Manövrierens und beim Ladebetrieb keinen Anlass zu Klagen.
Das Schiff wurde 1929 wegen der Weltwirtschaftskrise aufgelegt und 1933 an die Bugsier-, Reederei- und Bergungsgesellschaft verkauft. Diese benannte das Schiff in Birkenau um und ließ das Schiff umbauen und die Flettner-Rotoren entfernen. 1947 erwarben die dänischen Gesellschaften D/S Ove Skou A/S & D/S af 1937 A/S das Schiff und tauften es in Else Skou um. Im Jahr nach dem Kauf erhielt das Schiff neue Motoren. 1961 wurde das Schiff auf die Ove Skou Rederi übertragen, die es wiederum 1963 an die Greek Libyan Line der F.Petropoulakos Brothers aus Piräus weitergab – dort wurde es als Fotis P. unter griechischer Flagge eingesetzt. 1967 erwarb die saudi-arabische Reederei Orri Navigation Lines aus Dschidda das Schiff und gab dem Schiff seinen letzten Namen Star of Riyad. Im August 1978 wurde das Schiff schließlich vor Dschidda versenkt.